# Xenotoca melanosoma
Xenotoca melanosoma är en fiskart som beskrevs av Vivian William Maynard Fitzsimons 1972. Xenotoca melanosoma ingår i släktet Xenotoca och familjen Goodeidae. Inga underarter finns listade i Catalogue of Life.